# Pähler Schlucht
Die Pähler Schlucht ist ein Naturschutzgebiet und Geotop auf dem Gebiet der Gemarkung und der Gemeinde Pähl im oberbayerischen Landkreis Weilheim-Schongau. Der Weg in der Schlucht wurde 2021 durch ein Unwetter zerstört und ist nun dauerhaft gesperrt.

## Geotop und Geomorphologie
Seit 23. August 1983 ist das 16,36 ha große Gebiet nördlich der Bundesstraße 2 und östlich des Hochschlosses Pähl Naturschutzgebiet. Das Naturschutzgebiet (NSG100.078) erstreckt sich im Wesentlichen links und rechts des Ufers des Burgleitenbachs auf einer Länge von etwa einem Kilometer und einer Breite von ungefähr 100 m.
Überregional bekannt ist die Pähler Schlucht durch einen Wasserfall mit 16 m freier Fallhöhe. Die Rückseite des Wasserfalls ist begehbar. Hier fällt der Burgleitenbach, der unter anderem beim rund 2 km östlich und 760 m ü. NN gelegenen Berndorfer Buchet entspringt, über eine Tuffsteinkerbe in die Schlucht. Der Wasserfall ist zu Fuß von Pähl aus in etwa einer Stunde zu erreichen.
Im Frühjahr 2014 wurde der Schluchtwald sehr stark ausgelichtet und nahezu alle Altbäume entfernt. Das vormals durch geschlossenen Hochwald mit reichem Krautwuchs und sekundärnatürlichem Altersaufbau der Bäume gekennzeichnete Waldgebiet wurde großflächig nahezu zu Offenland umgewandelt. Die langfristigen Auswirkungen sind immer noch umstritten.
Nach Starkregen und einem Unwetter im Juni 2021 wurde der Weg zum Wasserfall aus Sicherheitsgründen auf unbestimmte Zeit gesperrt; ein Hang war abgerutscht, Wege zerstört worden und ein Fels abgebrochen.
Im Juni 2024 beschloss der Gemeinderat, die Pähler Schlucht dauerhaft zu sperren und die öffentlichen Wege zu entwidmen.

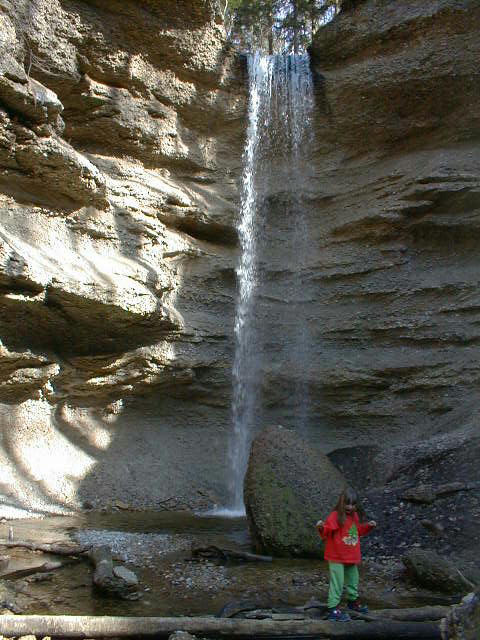
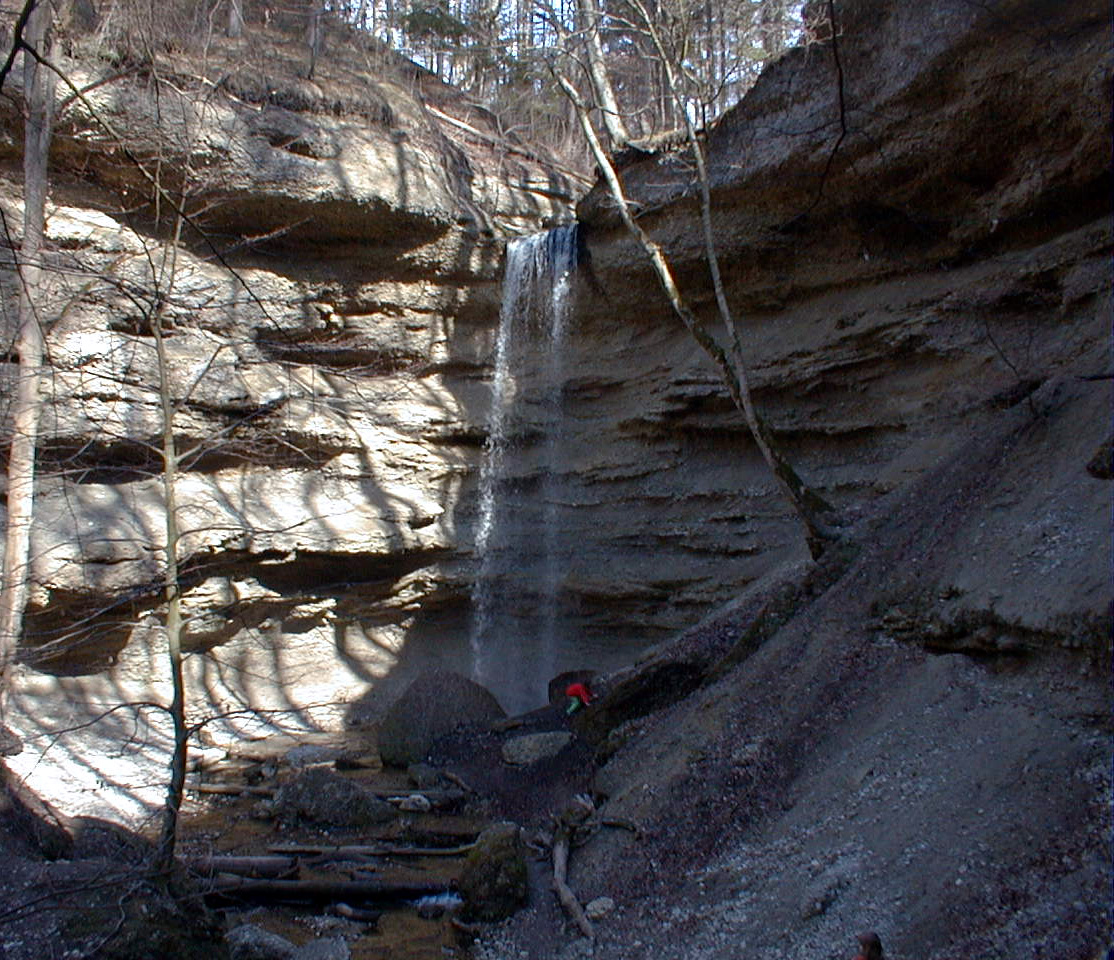
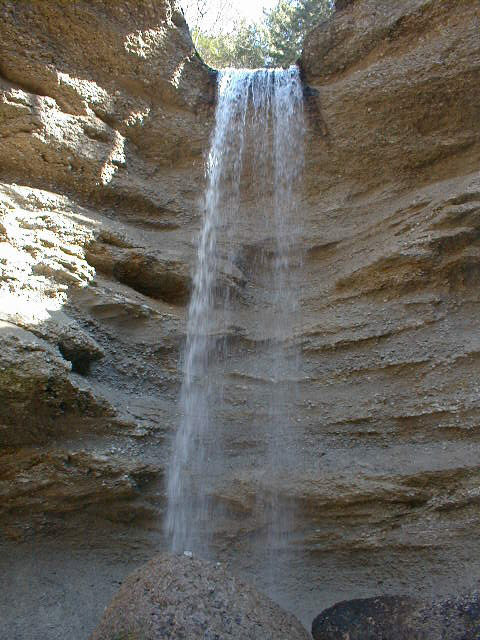
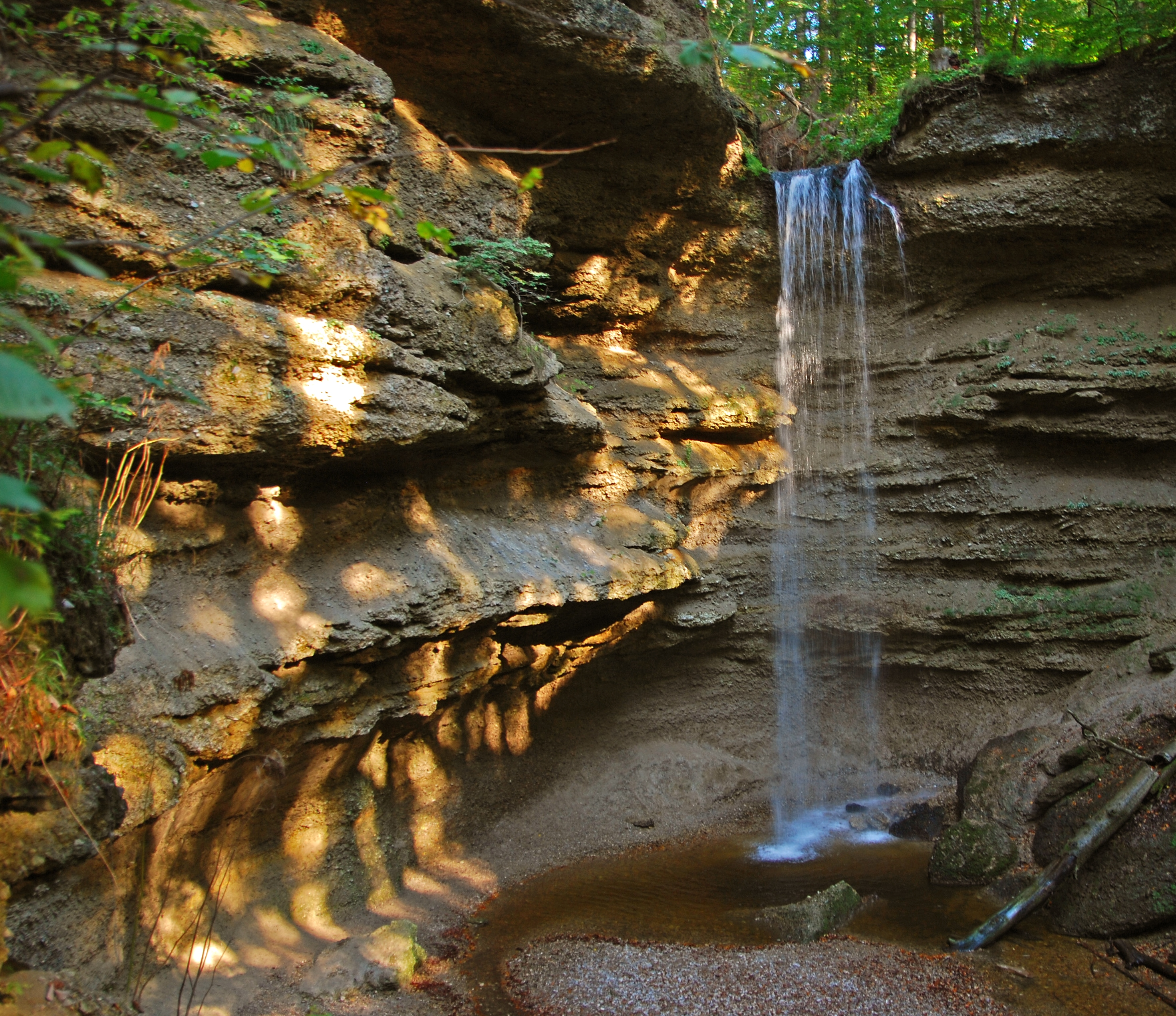
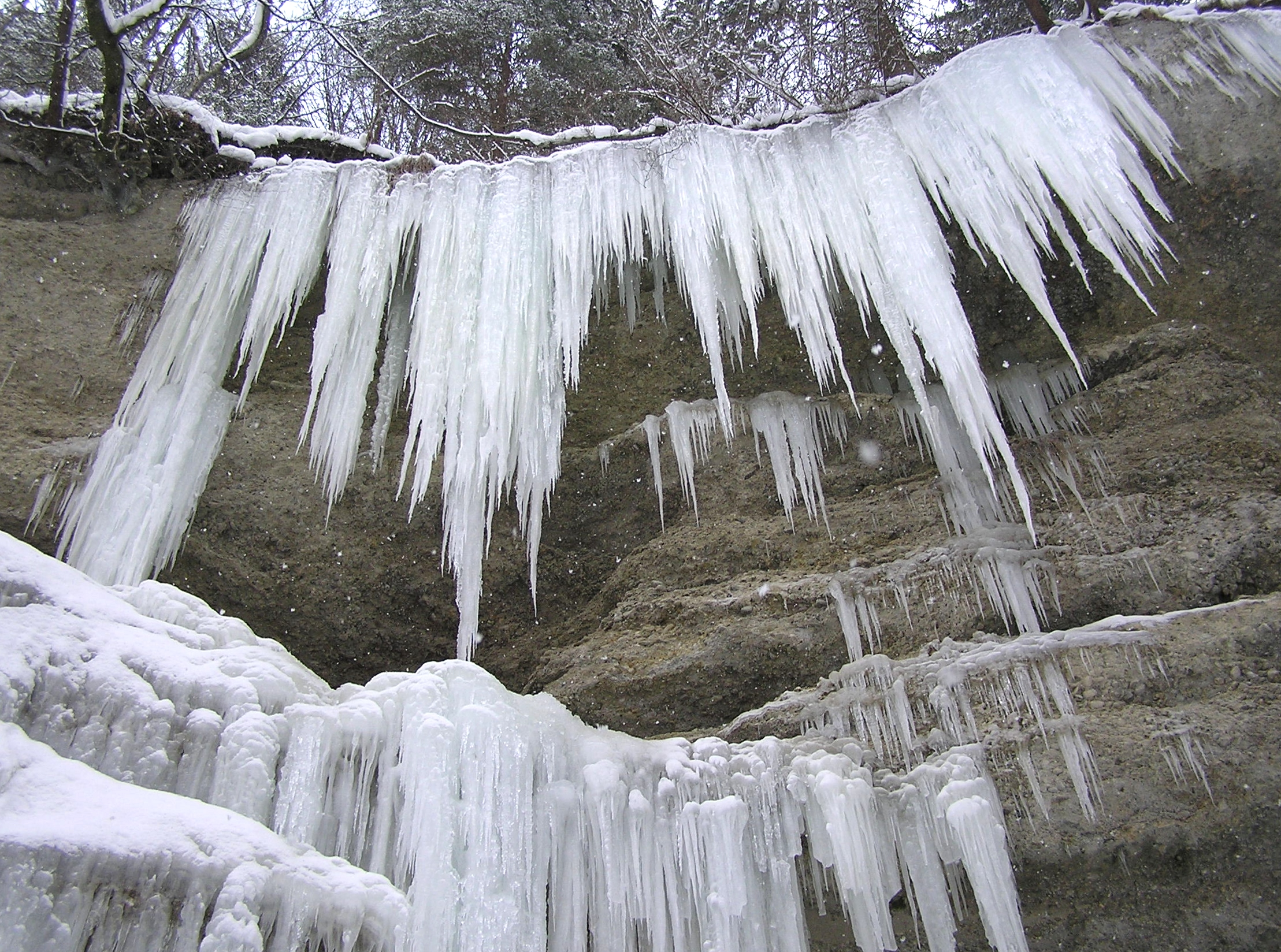
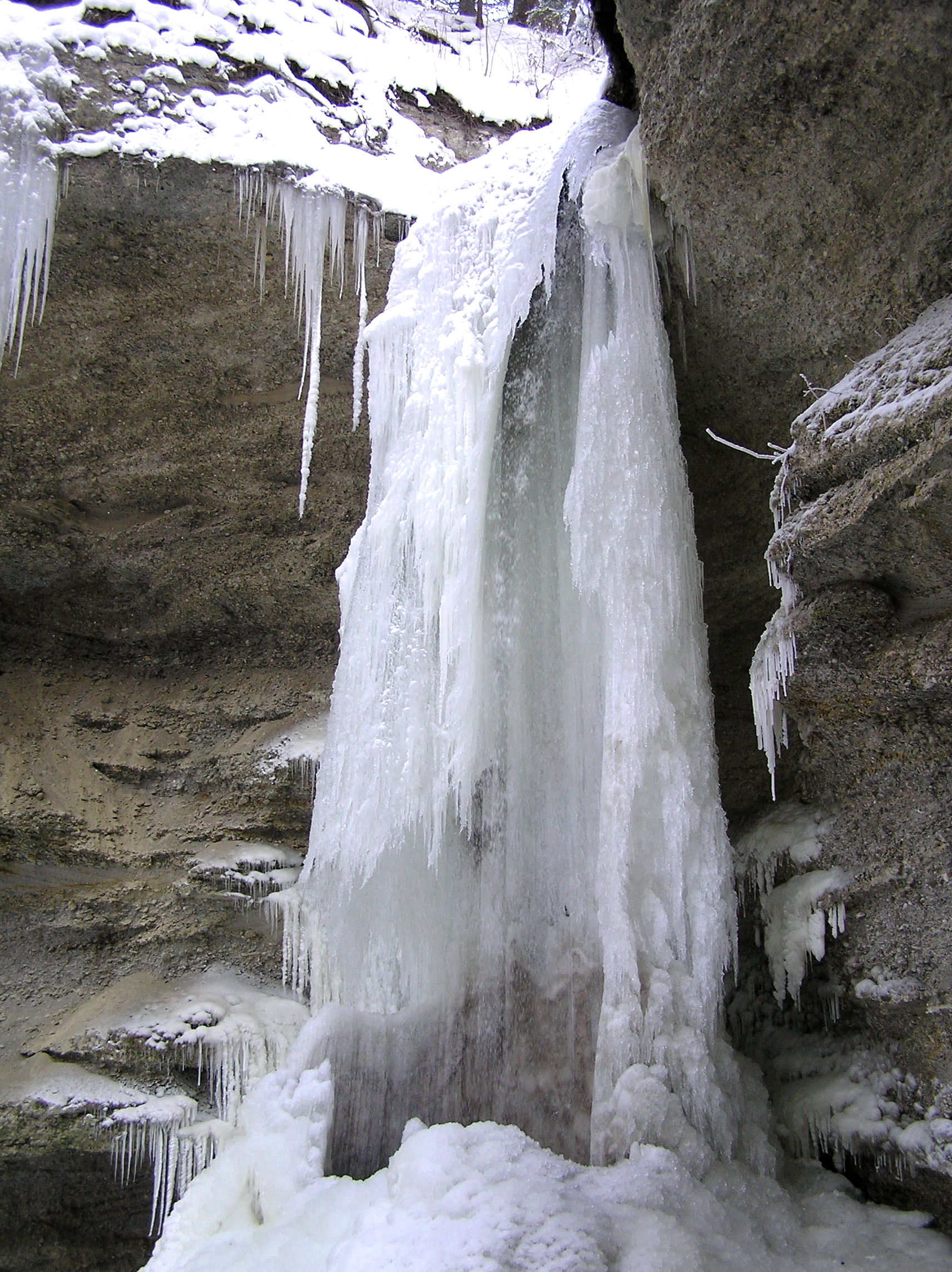
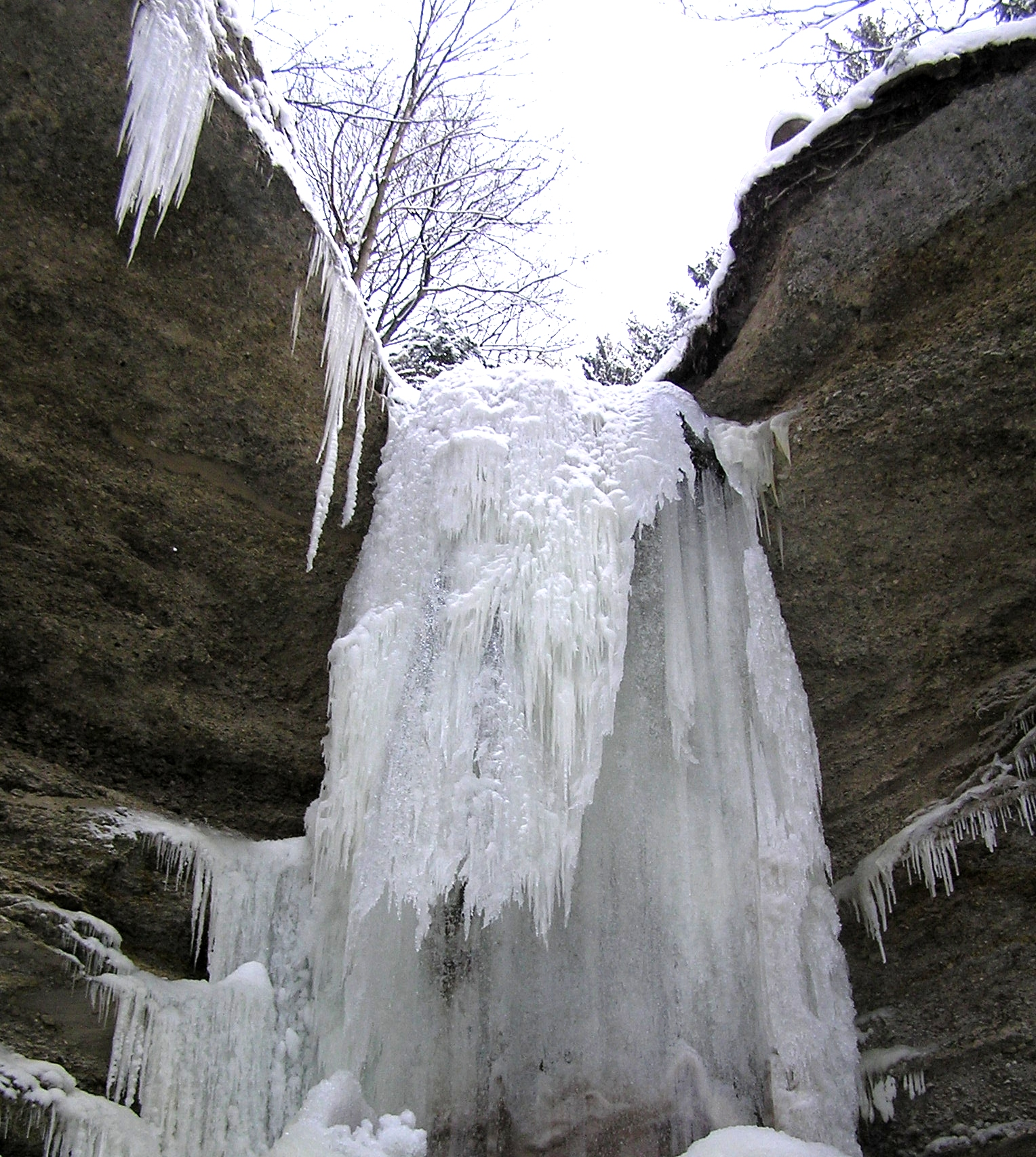
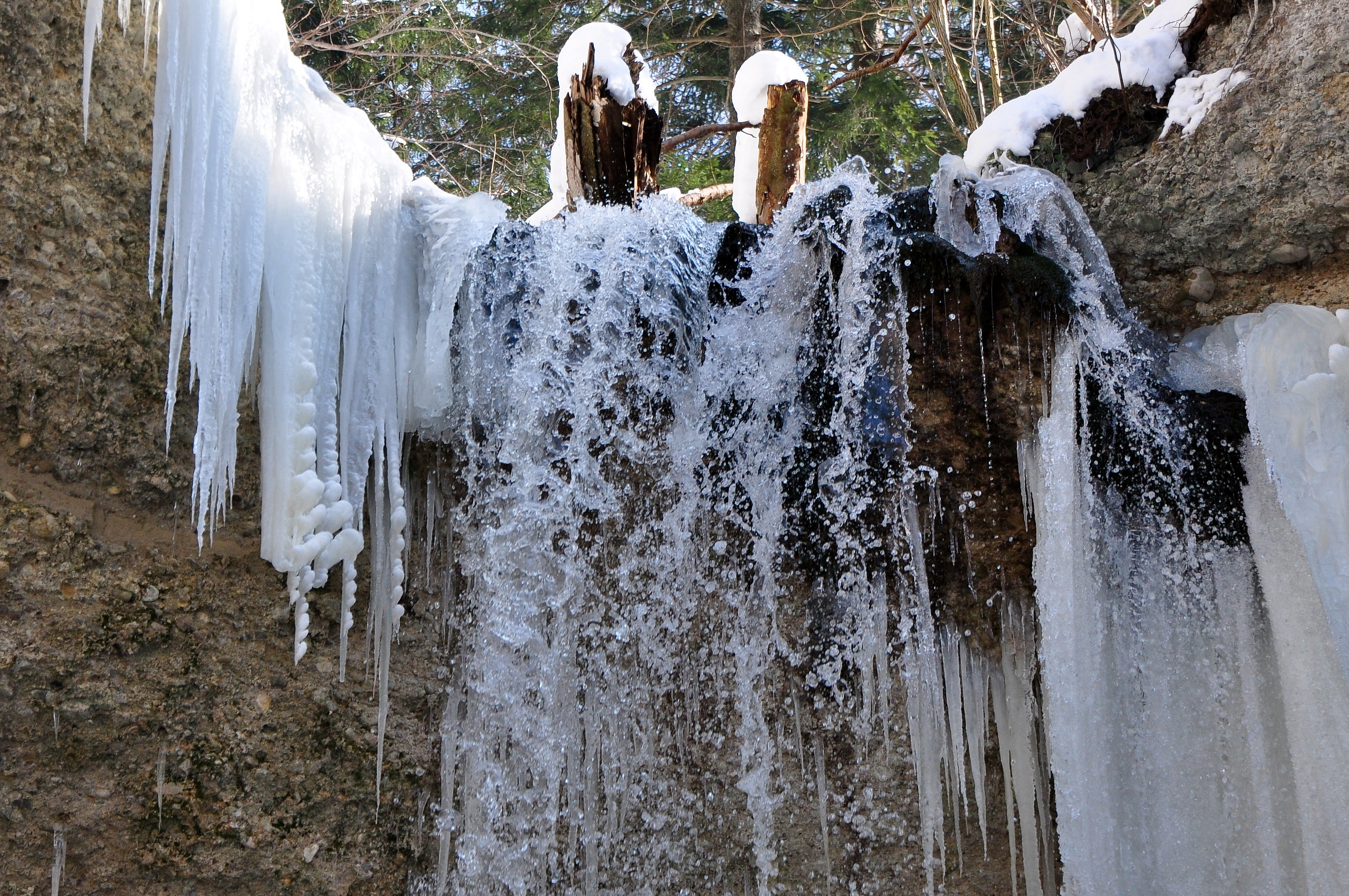
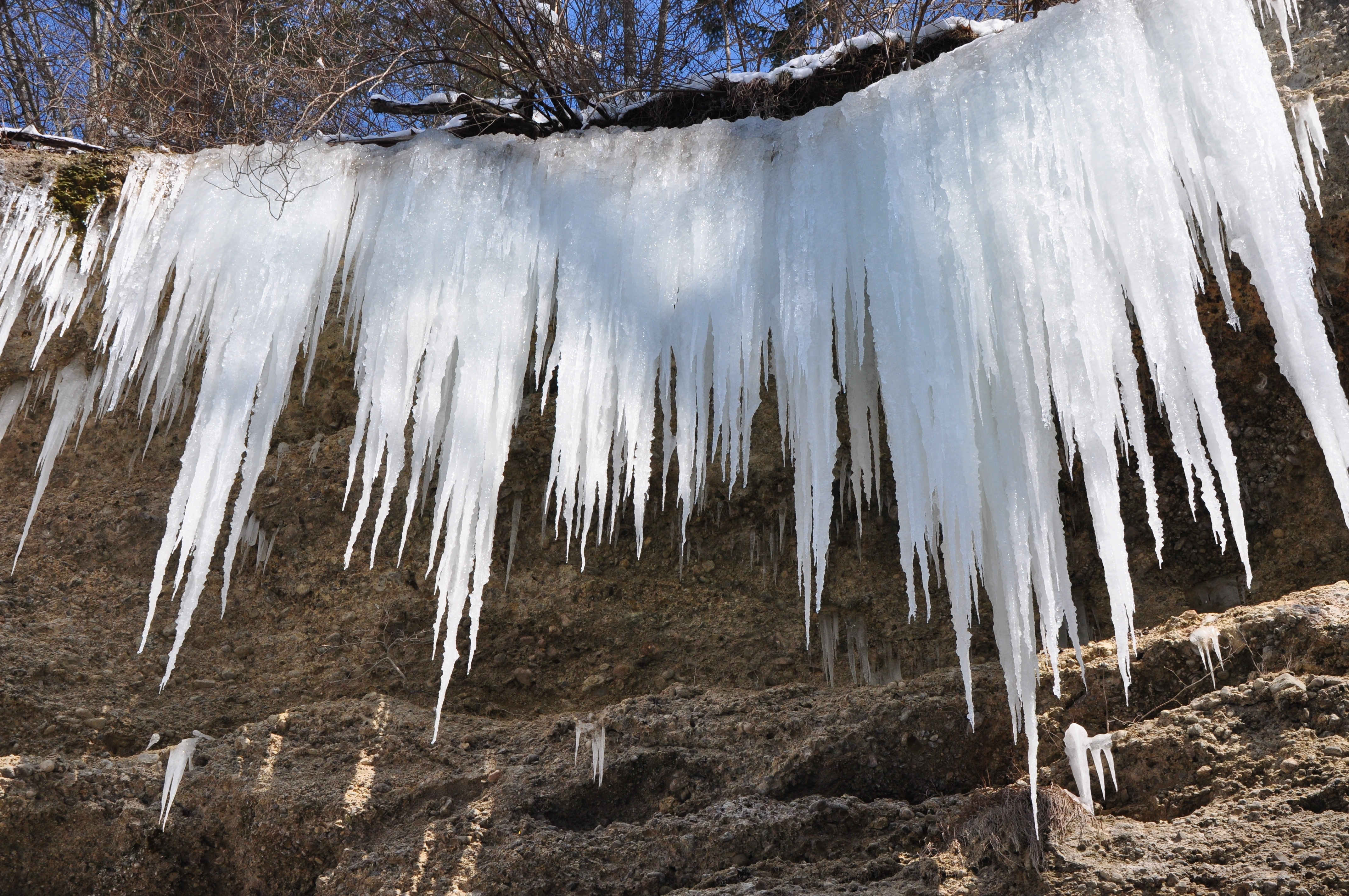